# Gwiazdy zmienne typu Delta Scuti

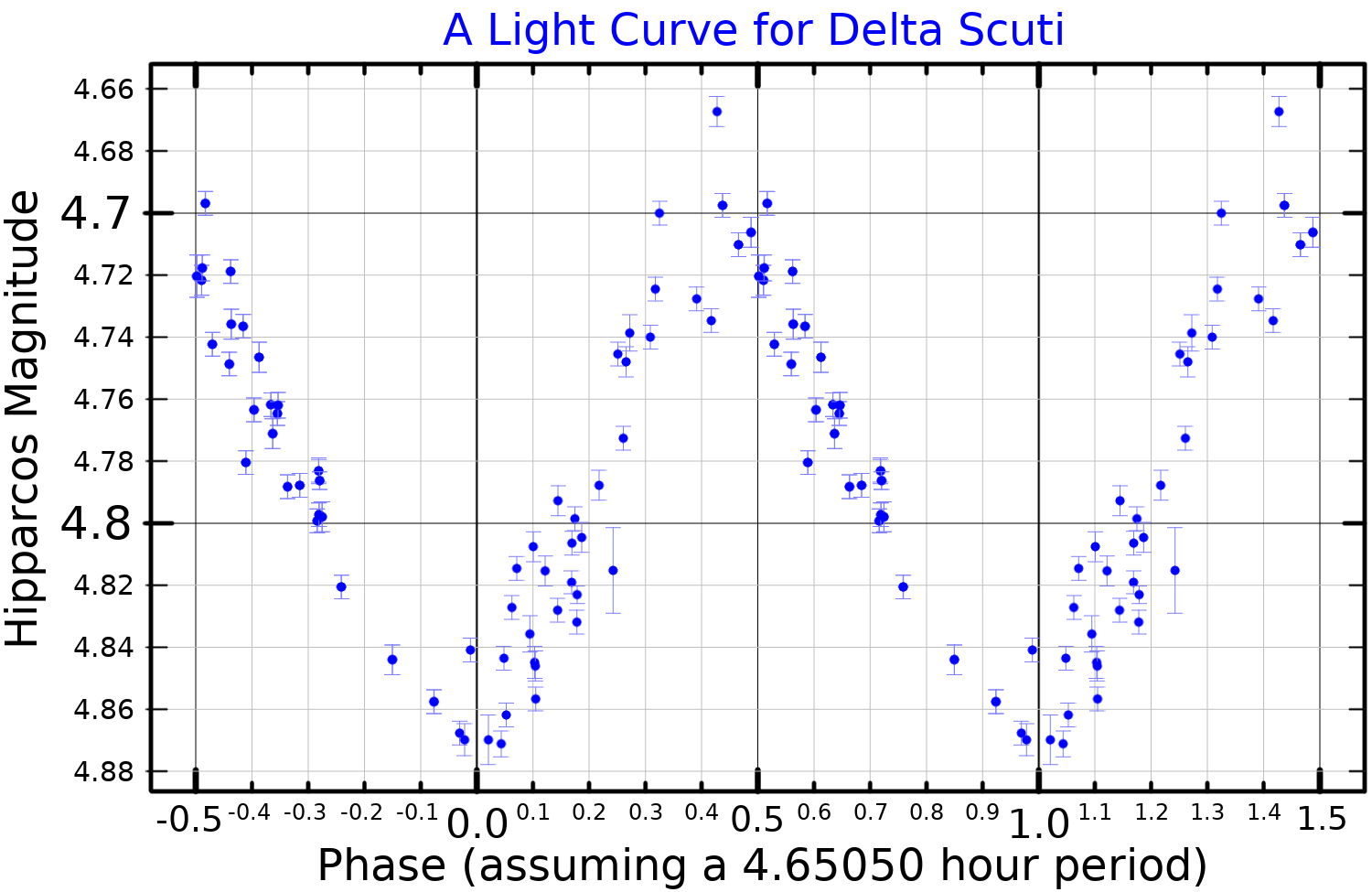
Krzywa blasku dla Delta Scuti

Gwiazdy typu Delta Scuti – gwiazdy zmienne pulsujące typów widmowych od A do wczesnych F (klasy jasności od III do V). Pulsują radialnie i nieradialnie w modzie p (prawdopodobnie także w modzie g) z okresem od 30 minut do 8 godzin. Prototypem tego typu gwiazd jest Delta Scuti.
Ich jasność zmienia się o mniej niż 1m. Im amplituda zmian jest mniejsza, tym więcej gwiazd tego typu jest znajdowanych. Z dotychczasowych badań wynika, że około 30% gwiazd typów widmowych od A2 do F0, znajdujących się na ciągu głównym diagramu Hertzsprunga-Russella (HR), to gwiazdy pulsujące.
Gwiazdy typu Delta Scuti na diagramie HR znajdują się w pobliżu cefeid lub przesuwają się na ciągu głównym w kierunku olbrzymów. Ich okres zmian wyraźnie jednak odróżnia je od innych zmiennych gwiazd pulsujących. Sytuują się między gwiazdami pulsującymi, jak cefeidy (z dużą amplitudą pulsacji), a gwiazdami pulsującymi nieradialnie, skupionymi w „gorętszej” części diagramu HR.
Gwiazdy typu Delta Scuti dzielone są na dwie zasadnicze podgrupy:
- stare, wyewoluowane gwiazdy (II populacji) w stadium niestabilności, mające typowe okresy zmian jasności (gwiazdy typu SX Phe)
- masywne (masy większe od dwóch mas Słońca) gwiazdy ewoluujące w stadium niestabilności.

W obrębie tych grup rozróżnia się wiele podtypów charakteryzujących się okresami zmian i amplitudą jasności.